# Acquainted
«Acquainted»  (en español: «Conocido») es una canción del cantante canadiense The Weeknd, tomada de su segundo álbum de estudio Beauty Behind the Madness (2015). Fue escrita y producida por Tesfaye junto con Jason "DaHeala" Quenneville, Danny "Boy Styles" Schofield, Carlos "Illangelo" Montagnese y Ben "Billions" Diehl. La pista fue enviada a las estaciones de radio urbanas el 17 de noviembre de 2015, por XO y Republic Records, como del quinto sencillo, también fue enviado a la radio rhythmic contemporary el 16 de febrero de 2016. Se intentó enviar a la contemporary hit radio el 12 de abril de 2016, aunque su lanzamiento a esas estaciones no se produjo.

## Antecedentes
Una versión previa de "Acquiainted" se filtró en mayo, un poco antes de que se diera el lanzamiento oficial de su álbum, cuyo título decía "Girls Born in the 90’s".

## Composición
La canción está escrita en la tonalidad de sol menor con un tempo moderado de 106 latidos por minuto en tiempo común. Los coros de la canción están ubicados entre los acordes Gc y F, y las voces van desde F3 a C6

### Girls Born in the 90's
Las mujeres nacidas en los años 90 son ahora las modelos conocidos y son las más jóvenes de esta generación. Abel habla de cómo estas mujeres tienden a aferrarse a alguien para crecer. Dice que las chicas han hecho que a Abel se le haya roto el corazón, y las tacha de rompecorazones además de convenencieras.
Esta canción hace referencia a Bella Hadid y en particular a Ariana Grande (que The Weeknd ha estado insinuando por haber estado involucrado en algún momento). Ambos nacieron en los años 90 (1996 y 1993, respectivamente). Aunque la canción no lo hacen en BBTM fue regrabada y se le cambió el título y salió al mercado como "Acquainted" .

## Video musical
El video musical fue dirigido por Nabil Elderkin. La producción comenzó el 9 de febrero de 2016 , sin embargo , el video nunca salió a la luz.

## Posicionamiento
| Lista (2015–16)                        | Mejor posición |
| -------------------------------------- | -------------- |
| Australia (ARIA)                       | 96             |
| Canadá (Canadian Hot 100)              | 79             |
| Reino Unido (UK Singles Chart)         | 90             |
| Estados Unidos (Billboard Hot 100)     | 60             |
| Estados Unidos (Hot R&B/Hip-Hop Songs) | 21             |

## Certificaciones
| Región         | Certificación | Organismo Certificador | Ventas/ Unidades Certificadas | Referencia |
| -------------- | ------------- | ---------------------- | ----------------------------- | ---------- |
| Estados Unidos | Platino       | RIAA                   | 1 000 000                     | [ 13 ]     |

## Fecha de lanzamiento
| País           | Fecha                   | Formato                  | Discográfica | Ref.   |
| -------------- | ----------------------- | ------------------------ | ------------ | ------ |
| Estados Unidos | 17 de noviembre de 2015 | Urban contemporary radio | XO, Republic | [ 14 ] |
| Estados Unidos | 16 de febrero de 2016   | Rhythmic contemporary    | XO, Republic | [ 15 ] |
| Estados Unidos | 12 de abril de 2016     | Contemporary hit radio   | XO, Republic | [ 16 ] |